# Kosmos 202
Kosmos 202 (tiếng Nga: Космос 202), còn được gọi là DS-U2-V No.4, là một tàu vệ tinh của Liên Xô được phóng vào năm 1968 như một phần của chương trình Sputnik của Dnepropetrovsk. Nó là một tàu vũ trụ nặng 325 kilôgam (717 lb), được xây dựng bởi Phòng thiết kế Yuzhnoye, và được sử dụng để tiến hành các thí nghiệm phát triển công nghệ phân loại cho các lực lượng vũ trang Liên Xô.
Một tên lửa đẩy mang tên Kosmos-2I 63SM được sử dụng để phóng Kosmos 202 vào một quỹ đạo Trái Đất thấp. Việc phóng lên diễn ra từ Điểm phóng 86/4 tại Kapustin Yar. Sự phóng lên xảy ra lúc 10:03:11 UTC ngày 20 tháng 2 năm 1968, và kết quả là việc đưa thành công vệ tinh vào quỹ đạo. Khi đến quỹ đạo, vệ tinh được chỉ định tên gọi Kosmos của nó, và nhận được tên quốc tế 1968-010A. Bộ Tư lệnh phòng không vũ trụ Bắc Mỹ đã gán cho nó số danh mục 03128.
Kosmos 202 là tàu vệ tinh cuối cùng trong bốn vệ tinh DS-U2-V được phóng lên. Nó được vận hành trong một quỹ đạo với điểm cực cận 211 km (131 mi), điểm cực viễn 446 km (277 mi), độ dốc là 48,4 độ và chu kỳ quỹ đạo 91,1 phút. Vào ngày 24 tháng 3 năm 1968, nó bị tách ra khỏi quỹ đạo và đâm trở lại vào khí quyển Trái Đất và bị tiêu hủy.